# Youri Biryulov
Youri Biryulov (en ukrainien : Юрій Бірюльов, russe : Юрий Бирюлёв, polonais : Jurij Biriulow) est un historien de l’art, vivant à Lviv (Léopol, Ukraine).

## Biographie
Youri Biryulov est né le 21 août 1952 à Sofia, en Bulgarie.
Ayant fait ses études à l’Université Ivan Franko de Lviv à la faculté d’histoire (1970–1975), il a travaillé comme professeur d’histoire à l’école du village Dobrostany du district (raïon) de Yavoriv de l’oblast de Lviv.
Dès 1978 et jusqu’en 1987, il a travaillé au Musée de beaux arts de Lviv (National Art Gallery), ensuite il a enseigné à la chaire de l’histoire d’art de l’Institut militaire de l’Université nationale « École polytechnique de Lviv » (1987–1996).
À partir de 1997 il est rédacteur en chef de la maison d’édition « Centre d’Europe » (Lviv). En même temps (depuis 2002) il enseigne l'histoire des arts à l’Institut de l’architecture de l'Université nationale « École polytechnique de Lviv » comme chargé de cours à la chaire de design et d’architecture.
Docteur en arts, il est licencié en histoire de l’art. En 1986, il a soutenu à Moscou sa thèse sur le sujet « Le style de Sécession dans l’art de Lviv de la fin du XIXe siècle – début du XXe siècle s.s.[Quoi ?] », après l’organisation de l’exposition sur le même sujet qui a eu un très grand succès à Lviv.
En 1994, il est l'un des organisateurs de « L'exposition de Lviv 1894 » au Centre international culturel à Cracovie.
Il est membre de l’Union nationale des peintres de l’Ukraine depuis 1989 et membre de l’Union des historiens d’art à Lviv depuis 2000.
Il travaille constamment pour les grandes éditions ukrainiens en plusieurs volumes comme « L’Encyclopédie de Lviv » (« Енциклопедія Львова » (uk)) et « L’Encyclopédie de l’Ukraine contemporaine » (« Енциклопедія Сучасної України ») et en Pologne « Le Dictionnaire des artistes polonais » (« Słownik Artystów Polskich »).
Il est un des rédacteurs et auteur de plusieurs articles de la revue en ukrainien « Galitska brama » (« Галицька брама » (uk), La Porte de Galicie), publiée à Lviv depuis 1994.
Son domaine de recherches scientifiques est l'histoire des arts en Ukraine occidentale (ancienne Galicie) et surtout à Lviv du XVIIIe siècle au XXe siècle s.s.[Quoi ?].

## Œuvres de Biryulov
Il est l’auteur de plus de 500 articles et livres, y compris les monographies suivantes :
- « Sécession à Lviv » (en polonais, Secesja we Lwowie, Varsovie 1996)  (ISBN 83-86117-55-9) ;
- « L’Art de la Sécession de Lviv » (Lviv 2005, en ukrainien Мистецтво львівської сецесії)  (ISBN 978-966-7022-44-0) ;
- « La Sculpture à Lviv de milieu de XVIIIe siècle et jusqu’au 1939 » (en polonais, Rzeźba lwowska od połowy XVIII wieku do 1939 roku: Od zapowiedzi klasycyzmu do awangardy, Varsovie 2007)  (ISBN 978-83-7543-009-7) ;
- « Les Zachariewicz – créateurs de la capitale de Lviv » (Lviv 2010, en ukrainien Захаревичі: Творці столичного Львова)  (ISBN 978-966-7022-86-0) ;
- « Sur les traces de l’Art Nouveau en Ukraine : Kiev et Lviv » (Bruxelles : Centre international pour la ville, l’architecture et le paysage, 2010, en français et en ukrainien)  (ISBN 2-930391-37-5).

Y. Biryulov est rédacteur en chef et l’un des auteurs principaux des livres suivants :
- « La région de Lviv : essais historiques, culturels et ethnographiques » (Lviv 1998, en ukrainien Львівщина: Історико-культурні та краєзнавчі нариси)  (ISBN 966-7022-23-4) ;
- « Lviv : guide touristique » (Lviv 1999, 2007, en anglais et ukrainien Lviv: A Guidebook for the Visitor, Львів: Туристичний путівник)  (ISBN 966-7022-09-9) ;
- « Lviv : guide illustré » (Lviv et Wrocław 2001, en polonais Lwów: Ilustrowany przewodnik)  (ISBN 966-7022-26-9) ;
- « L’architecte de Lviv Piotr Tarnawiecki » (Lviv 2002, en polonais Piotr Tarnawiecki, architekt lwowski)  (ISBN 966-7022-27-7) ;
- « L’architecture de Lviv : le Temps et les Styles, XVIII-XXI s.s. » (Lviv 2008, en ukrainien)  (ISBN 978-966-7022-77-8) ;
- « L’architecture de Lviv en XIX s. » (Cracovie 1997, en polonais et ukrainien Architektura Lwowa XIX wieku / Архітектура Львова ХІХ століття)  (ISBN 83-85739-43-2).

Il est l’auteur des guides :
- « Faites connaissance de Lviv ». Guide (en langues fr., ukr., pol., angl., allem.). Lviv 2005.  (ISBN 966-7022-26-9)
- « Fer à cheval d’or. Le voyage à travers la région de Lviv. » Lviv 2002 (en langues ukr., pol., angl., allem.).  (ISBN 966-7022-01-3)
- « Galerie des Beaux-Arts de Lviv ». Guide (en langues ukr. et pol.). Lviv 2003.  (ISBN 966-7022-58-7)
- « L’art polonais dans la Galerie des Beaux-Arts de Lviv ». Guide (en langue pol.). Lviv 2003.  (ISBN 966-7022-57-9)
- « Opéra de Lviv ». Guide (en langues ukr. et pol., coauteur Y. Smirnov). Lviv 2006.  (ISBN 966-7022-45-5)
- « Cimetière de Lytchakiv » (en polonais, coauteur O. Chychka). Lviv 2005.  (ISBN 966-7022-35-8)
- « L’Héritage Juif de Lviv » (en anglais et en russe). Lviv 2002.  (ISBN 966-7022-39-0)
- « Tchernivtsi c’est le cœur de la Bucovine » (en ukrainien, anglais, allemand et russe). Lviv 2002.  (ISBN 966-7022-31-5)
- « Chateaux de l’Ukraine Occidentale ». Guide (en ukrainien et polonais, coauteur O. Volkov). Lviv 2005.  (ISBN 966-7022-40-4)